# Bitwa o Lwów (1918–1919)
Bitwa o Lwów, w polskiej narracji czasem obrona Lwowa, a w ukraińskiej czyn listopadowy – polsko-ukraiński konflikt zbrojny o Lwów, trwający od 1 listopada 1918 do 22 maja 1919 roku, zakończony zniesieniem ukraińskiego okrążenia. Obrona Lwowa w 1918 była częścią wojny polsko-ukraińskiej (1918–1919).
Walki rozpoczęły się od opanowania 1 listopada przez żołnierzy austro-węgierskich pochodzenia ukraińskiego większości gmachów publicznych we Lwowie oraz proklamacji utworzenia Zachodnioukraińskiej Republiki Ludowej. Przeciw temu wystąpiły polskie organizacje konspiracyjne, polscy mieszkańcy Lwowa, w tym młodzież, nazwana później Orlętami Lwowskimi. W późniejszym okresie wsparcia udzieliło im powstające Wojsko Polskie. Pierwszy etap konfliktu 1918–1919 roku zakończył się w nocy z 22 na 23 listopada 1918 roku, gdy oddziały Armii Halickiej wycofały się ze Lwowa, rozpoczynając równocześnie jego oblężenie. Wobec ofensywy Wojska Polskiego wojska ukraińskie zakończyły oblężenie Lwowa i wycofały się 22 maja 1919.

## Tło historyczne

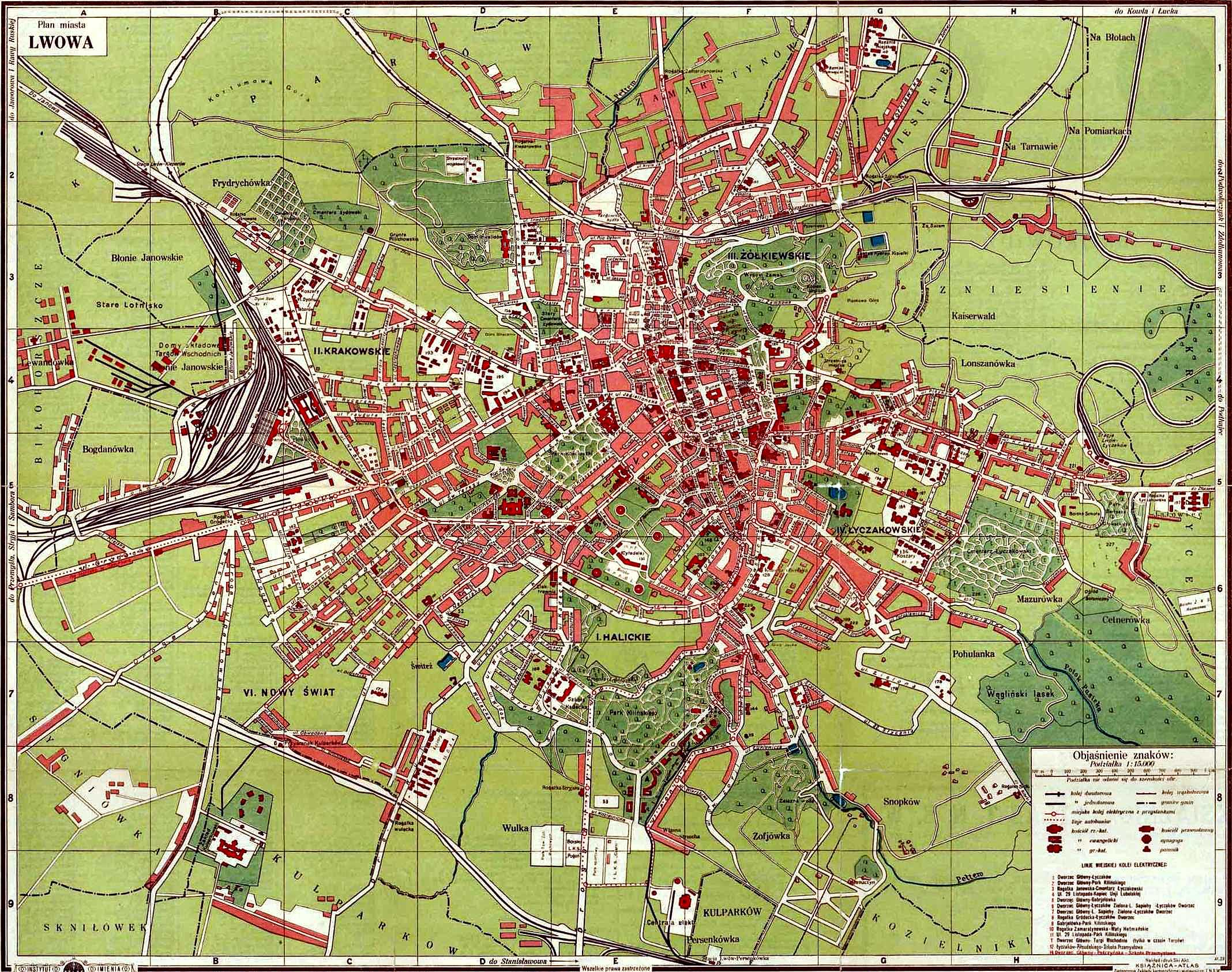
Lwów, plan miasta (1923)

Od 1772 Lwów był stolicą austriackiego kraju koronnego – Królestwa Galicji i Lodomerii (w 1849 odłączono od niego Księstwo Bukowiny). W 1848, podczas Wiosny Ludów, stał się widownią ożywionej działalności politycznej, zarówno polskiej, jak i ukraińskiej. Utworzono m.in. Komitet Narodowy, Stowarzyszenie Właścicieli Większych Posiadłości Wiejskich, Radę Przyboczną, Centralną Radę Narodową, Główną Radę Ruską, Ruski Sobór. We Lwowie znajdowały się również siedziby rzymskokatolickiej archidiecezji lwowskiej i greckokatolickiej metropolii halickiej. W 1867 Galicja uzyskała autonomię, co spowodowało polonizację administracji i przejęcie rządów w kraju przez Polaków. Właśnie we Lwowie rozwinął się również ukraiński ruch narodowy, domagający się pełnego równouprawnienia, a nawet wyodrębnienia Galicji Wschodniej jako autonomii dla Ukraińców, co powodowało ostry konflikt między obiema narodowościami. Galicja jako jedyny wówczas obszar, na którym w sposób niemal nieskrępowany przez zaborcę rozwijało się życie narodowe Polaków i Ukraińców, stała się głównym ośrodkiem zarówno polskiego, jak i ukraińskiego ruchu niepodległościowego. We Lwowie, jako stolicy prowincji, siedzibę miała większość polskich i ukraińskich organizacji społecznych, oświatowych, kulturalnych, religijnych i gospodarczych.
W czasie I wojny światowej, po zajęciu Królestwa Polskiego przez państwa centralne, władze zarówno Cesarstwa Niemieckiego, jak i Austro-Węgier, podjęły kwestię polską wbrew Imperium Rosyjskiemu. Rozważano powiązanie odtworzonej państwowości polskiej, w zależności od koniunktury politycznej, albo z Niemcami, albo z Austro-Węgrami. Cesarze obu mocarstw (po konferencji w Pszczynie w październiku 1916) proklamowali utworzenie Królestwa Polskiego 5 listopada 1916, nie określając jednak jego granic. Równocześnie cesarz Karol I Habsburg wydał orędzie, wyodrębniające Galicję jako niezależną część Austro-Węgier, o co Polacy walczyli od 1868.
Również w 1916 ukraińska reprezentacja parlamentarna w Wiedniu, pod przewodnictwem Juliana Romanczuka, opracowała plan utworzenia ukraińskiego kraju koronnego, obejmującego Galicję Wschodnią, Bukowinę i Ruś Zakarpacką, jednak w sierpniu 1918 projekt zarzucono, skupiając się na planach utworzenia niepodległego państwa ukraińskiego.
Od 27 października 1917 zwierzchnią władzę państwową w sąsiednim Królestwie Polskim pełniła powołana przez władze okupacyjne Rada Regencyjna.

## Narastanie konfliktu w roku 1918
Austro-Węgry i Cesarstwo Niemieckie zawarły 9 lutego 1918 separatystyczny traktat brzeski z Ukraińską Republiką Ludową. Traktat ten oznaczał uznanie państwa ukraińskiego przez państwa centralne, wywołał on jednak znaczne wzburzenie wśród polskiej opinii publicznej, gdyż odstępował Ukrainie ziemie, do których pretensje rościła sobie Polska. Spowodowało to, że społeczeństwo polskie całego kraju w licznych manifestacjach wystąpiło przeciwko temu traktatowi. Wskutek tego zmieniło się również nastawienie Polaków do państwa austro-węgierskiego. 12 lutego 1918 rząd Jana Kucharzewskiego zgłosił dymisję w związku z ujawnieniem niekorzystnych dla Królestwa Polskiego postanowień traktatu pokojowego pomiędzy państwami centralnymi a Ukraińską Republiką Ludową, zawartego 9 lutego 1918 r. w Brześciu (cesja południowo-wschodnich terenów Królestwa Polskiego na rzecz Ukrainy, zgodnie z art. II ust. 1 i 2 tego traktatu, na północ od istniejącej granicy pomiędzy Austro-Węgrami a Ukrainą, zaczynając od Tarnogrodu, granica miała przebiegać ogólnie według linii: Biłgoraj, Szczebrzeszyn, Krasnystaw, Puchaczów, Radzyń, Międzyrzec, Sarnaki i Mielnik oraz dalej na północ od Bugu: Wysokie Litewskie, Kamieniec Litewski, Prujany i Jezioro Wygonowskie). Do momentu wejścia w życie traktatu pokojowego pomiędzy państwami centralnymi a Rosją, zawartego 3 marca 1918 r. w Brześciu, w którym Rosja zrzekała się tych terenów, taka cesja stanowiła przekroczenie uprawnień władz okupacyjnych, określonych w konwencji haskiej IV. Po upadku Cesarstwa Niemieckiego i Austro-Węgier, 13 listopada 1918 Rosja jednostronnie anulowała traktat pokojowy; faktycznie nie przekazano również Ukrainie określonych w traktacie pokojowym terenów Królestwa Polskiego.
9 kwietnia odbyły się wybory do Rady Stanu Królestwa Polskiego, quasi-parlamentarnego organu Królestwa Polskiego. Jednak z powodu sprzeciwu Niemiec oraz cesarza Austrii Karola I wobec kandydatury Karola Stefana Habsburga Królestwo Polskie pozostawało bez monarchy.
Dowództwo austriackie w 1918 straciło zaufanie do formacji złożonych w większości z Polaków po wydarzeniach w nocy z 15 na 16 lutego 1918 – w proteście przeciwko zawarciu traktatu pokojowego Państw Centralnych z Ukraińską Republiką Ludową i jego warunkom, część żołnierzy Polskiego Korpusu Posiłkowego (głównie II Brygady Legionów) pod dowództwem płk. Józefa Hallera przeszła na stronę rosyjską pod Rarańczą. Pozostali żołnierze Polskiego Korpusu Posiłkowego, objęci poddaństwem austriackim, zostali internowani w obozach w Huszt i Marmarosz-Sziget lub wcieleni do wojska austriackiego i wysłani na front włoski. Dlatego dowództwo austriackie zaczęło faworyzować stronę ukraińską i wtedy do Lwowa sprowadzono pułki składające się przeważnie z Ukraińców, a Polaków wysyłano w inne rejony monarchii. Ukraińcy poczęli czynić przygotowania do zbrojnego zamachu i zajęcia ważniejszych obiektów w mieście. Do tego samego przygotowywały się polskie organizacje konspiracyjne.
7 października 1918 roku Rada Regencyjna ogłosiła manifest do narodu polskiego, proklamujący powstanie niepodległego państwa polskiego. Zarząd miasta Lwowa wysłał więc 11 października 1918 do Rady Regencyjnej list zapewniający, że mieszkańcy miasta wezmą aktywny udział w budowie niepodległej Rzeczypospolitej.
Na mocy dekretów Rady i rozkazu jej Komisji Wojskowej płk Władysław Sikorski rozpoczął organizację we Lwowie z byłych oficerów i szeregowych Polskiego Korpusu Posiłkowego (funkcjonującego pod nazwą Towarzystwo Wzajemnej Pomocy byłych Legionistów) oddziałów Wojska Polskiego, powołując Komendę Okręgową. Skład PKP liczył około 200 osób. Od lata 1918 istniały ponadto Polskie Kadry Wojskowe powiązane z Narodową Demokracją. Na ich czele stał kpt. armii austriackiej Czesław Mączyński, członek Ligi Narodowej. PKW liczyły również około 200 członków, głównie oficerów. Trzecią polską organizacją wojskową była Polska Organizacja Wojskowa, utworzona we Lwowie w lutym 1918 przez Juliana Stachiewicza. Dowództwo POW objął 11 października 1918 Ludwik de Laveaux. Organizacja liczyła około 300 osób, w tym 40-osobowy oddział kobiecy.
W tym czasie nastąpiło też ożywienie działalności niepodległościowych organizacji ukraińskich. W pierwszej połowie października 1918 zwołano do Lwowa delegatów z ukraińskich ziem należących przed wojną do Austro-Węgier – Galicji Wschodniej, Bukowiny i Rusi Zakarpackiej. Utworzyli oni 19 października Ukraińską Radę Narodową, która ogłosiła powstanie państwa ukraińskiego z ziem wschodniej Galicji aż po rzekę San.
Podczas posiedzenia Rady Miejskiej Lwowa (w której udział wzięli również liczni przedstawiciele organizacji kulturalnych i społecznych), 20 października przyjęto rezolucję o przyłączeniu miasta do Polski. Aktowi sprzeciwili się radni ukraińscy, uznając go za bezprawny.
Od dłuższego czasu kierownictwo POW otrzymywało wiadomości o przygotowaniach Ukraińców do zbrojnego zajęcia Lwowa. Wywiad donosił, że przy pomocy austriackich władz wojskowych do Lwowa ściągane są pułki, składające się w większości z Ukraińców, że przygotowane jest przekazanie Ukraińcom różnych magazynów broni. W tej sytuacji komendant okręgu POW we Lwowie, por. Ludwik de Laveaux, chcąc uprzedzić wystąpienie Ukraińców, podjął próby połączenia wszystkich polskich sił. Jednak w naczelnym dowództwie przeważała teza, że do wystąpienia Ukraińców nie dojdzie, o czym świadczy wyjazd 30 października do Przemyśla najstarszego rangą oficera i dowódcy Wojska Polskiego, podporządkowanego Radzie Regencyjnej, płk. Władysława Sikorskiego. Również delegat Rady Regencyjnej, prof. Stanisław Głąbiński, powołując się na słowa namiestnika austriackiego, gen. Karola Huyna, zapewniał, że nie ma żadnych obaw, by władzę w mieście przejęli Ukraińcy.
Lwowskie gazety 31 października poinformowały, że 1 listopada do Lwowa ma przybyć z Krakowa oficjalna delegacja Polskiej Komisji Likwidacyjnej, aby w swym imieniu objąć władzę (rzeczywiście, z jej ramienia 1 listopada rano wyruszyli z Krakowa Zygmunt Lasocki i Aleksander Skarbek, ale już nie zdążyli dojechać do objętego walkami Lwowa). To zadecydowało o przyspieszeniu ukraińskiego wystąpienia.

## Plany opanowania Lwowa

### Polskie plany opanowania Lwowa
Całkowity stan polskich organizacji konspiracyjnych wynosił około 700 osób. Siły te były słabo uzbrojone i rozbite na kilka różnych orientacji politycznych. Ich konsolidacja nastąpiła dopiero podczas ukraińskiej akcji.
Każda z polskich organizacji konspiracyjnych posiadała własny plan opanowania Lwowa.
POW zakładała opanowanie miasta i przejęcie władzy przez przeciwdziałanie akcji ukraińskiej. O planowanej akcji ukraińskiej POW wiedziała dzięki własnemu wywiadowi. Akcja zaplanowana została na 31 października i miała obejmować zajęcie dworca głównego wraz ze znajdującymi się na nim magazynami broni i sprzętu, obsadzenie Rogatki Łyczakowskiej (w której rejonie znajdował się punkt koncentracji konspiratorów ukraińskich) oraz rozbrojenie żołnierzy austro-węgierskich narodowości ukraińskiej, znajdujących się w koszarach. Później miały zostać opanowane: komenda wojskowa, ratusz i poczta. W tym samym dniu komendant lwowskiego okręgu POW – por. Ludwik de Laveaux, podczas odprawy komendantów grup, poinformował, że planuje zbrojne zajęcie Lwowa w imieniu Rzeczypospolitej, uprzedzając podobną akcję ze strony Ukraińców. Przewidywał zajęcie dworca głównego wraz z magazynami wojskowymi, obsadzenie rogatki Łyczakowskiej oraz zajęcie ratusza, poczty głównej i komendy wojsk austriackich. Ogłoszono także mobilizację w rejonie Domu Akademickiego, która spotkała się z szerokim odzewem, zwłaszcza wśród młodzieży. Akcji jednak nie rozpoczęto, a część członków POW rozpuszczono do domów.
PKW miały dwa plany opanowania Lwowa, jednak bez ustalonego terminu akcji. Wariant pierwszy zakładał objęcie władzy po przyjeździe delegacji Polskiej Komisji Likwidacyjnej, a wariant drugi obronę miasta w przypadku zajęcia go przez Ukraińców.
Własny plan opanowania Lwowa miał również PKP. Dowódcą Komendy Okręgowej we Lwowie był kpt. Antoni Kamiński.

### Ukraiński plan opanowania Lwowa
Plan ukraiński przewidywał wykorzystanie do zajęcia Lwowa i głównych miast Galicji tych austro-węgierskich jednostek wojskowych, które w większości złożone były z Ukraińców. Pomocna w tych działaniach była austriacka zasada, nakazująca przekazywanie uprawnień wojskowych powstającym na danym terytorium narodowym organizmom państwowym. W związku z tym nakazywano żołnierzom powracającym z frontów i odległych garnizonów meldowanie się do dyspozycji swoim narodowym władzom wojskowym.
Przygotowaniami do zajęcia Lwowa kierowała początkowo Egzekutywa Bojowa. Decyzję o rozpoczęciu akcji podjęto na zebraniu 31 października, a dowództwo objął Dmytro Witowśkyj. Sztab tworzyła Ukraińska Komenda Generalna.

## Walki uliczne od 1 do 22 listopada

### Ukraińska próba zajęcia miasta
Nad ranem 1 listopada 1918 żołnierze podlegający Ukraińskiej Komendzie Generalnej, uprzedzając polską akcję, opanowali większość gmachów publicznych we Lwowie. Należeli oni do batalionów zapasowych 15. Pułku Piechoty (500 żołnierzy) i 19. Pułku Piechoty Landwehry (400 żołnierzy), 30. Batalionu Strzelców Polowych (90 żołnierzy), batalionu asystenckiego 41 Pułku Piechoty (350 żołnierzy) oraz mniejszych pododdziałów wartowniczych i pomocniczych. W sumie siły ukraińskie liczyły na początku około 1500 żołnierzy i oficerów.

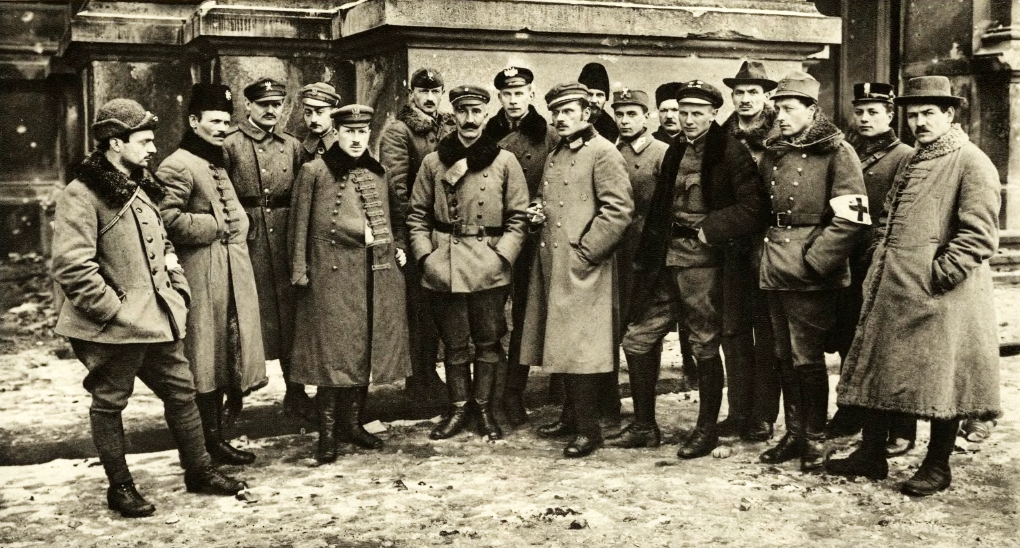
Naczelna Komenda Wojska Polskiego 22 listopada 1918

Internowano namiestnika Galicji, Karla Georga Grafa Huyna, komendanta wojskowego Lwowa, gen. Pfeffera, i komendanta miasta, gen. Mayera-Maly’a. Lwowski dyrektor policji, dr Józef Reinlander, został zatrzymany w areszcie domowym, a jego stanowisko objął dr Stepan Baran. Około południa 1 listopada namiestnik Huyn przekazał oficjalnie władzę w mieście swojemu zastępcy – Wołodymyrowi Decykewyczowi. W związku z tym również 1 listopada ogłoszono utworzenie Zachodnioukraińskiej Republiki Ludowej ze stolicą we Lwowie.
W odpowiedzi na tę akcję zbrojną już 1 listopada powstały spontanicznie w zachodniej części miasta dwa polskie punkty oporu z nieliczną początkowo i słabo uzbrojoną załogą. Były to: Szkoła im. Henryka Sienkiewicza, w której znajdował się batalion kadrowy WP pod dowództwem kpt. Zdzisława Trześniowskiego, i Dom Akademicki z niewielką grupą żołnierzy POW. Obie placówki rozpoczęły akcję obronną.
Politycy polscy utworzyli 1 listopada Polski Komitet Narodowy pod przewodnictwem Ernesta Adama, przywódcy Narodowej Demokracji we Lwowie i Tadeusza Cieńskiego, reprezentującego konserwatystów (podolaków). Komitet pełnił tymczasowo obowiązki najwyższej władzy polskiej we Lwowie. Komitet powołał Naczelną Komendę Wojska Polskiego na czele z kpt. Czesławem Mączyńskim. W odezwie do ludności polskiej Komitet wezwał do zgłaszania się do oddziałów polskich i podporządkowania się władzy Naczelnej Komendy Wojska Polskiego.
Początkowo Komenda Naczelna nie panowała nad spontanicznie powstającymi grupami i oddziałami polskimi, które w walce opanowały szereg kluczowych pozycji. Ponieważ większość mężczyzn zdolnych do służby wojskowej znajdowała się w wojsku albo w obozach jenieckich, oddziały obrońców składały się przeważnie z młodzieży, często niepełnoletniej – stąd pochodzi nazwa „Orlęta Lwowskie”.

### I etap walk

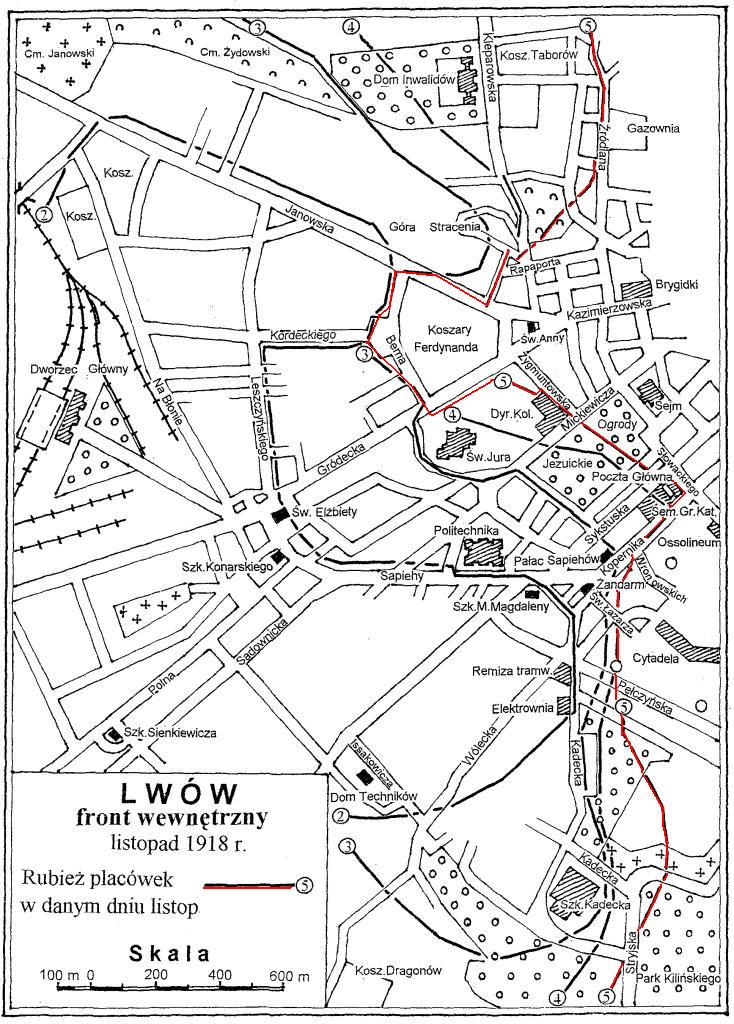
Linia pomiędzy stronami 5. listopad 1918

Pierwszy etap walk trwał od 1 do 5 listopada. Charakteryzował się on dużą spontanicznością i brakiem organizacji akcji. Pod koniec tego etapu strona polska zaczęła przejmować inicjatywę zaczepną.
3 listopada 1918 przybyły do miasta 3 sotnie Legionu Ukraińskich Strzelców Siczowych, a w kilka dni później oddziały ochotników ze Złoczowa, Kamionki Strumiłowej i Rawy Ruskiej, zwiększając 11 listopada siły ukraińskie do 2300 żołnierzy. Nowo przybyłe oddziały ukraińskie zdobyły dworzec główny.
Cały czas prowadzone były rozmowy pomiędzy walczącymi stronami, kilkakrotnie uzgadniano zawieszenie broni w celu zaopatrzenia ludności cywilnej w żywność, pozbierania rannych i pogrzebania zabitych. Po zakończeniu rozejmu, 3 listopada, Ukraińcy podjęli natarcie na całym froncie. Mimo tego Polacy 4 listopada odbili dworzec główny, zajęli Szkołę Kadecką i odparli szturm na szkołę im. Sienkiewicza. Bardzo zażarte walki trwały do 5 listopada, powodując duże straty wśród wojsk ukraińskich. Polacy odzyskali Koszary Wuleckie i odparli atak na Szkołę Kadecką. Polacy zajęli też w 5 listopada dyrekcję policji i rzeźnię. Ukraińskie natarcie było nazywane ofensywą Witowśkiego, a jej niepowodzenie spowodowało złożenie przez niego dymisji i awans płk. Hryhorija Kossaka.

### II etap walk

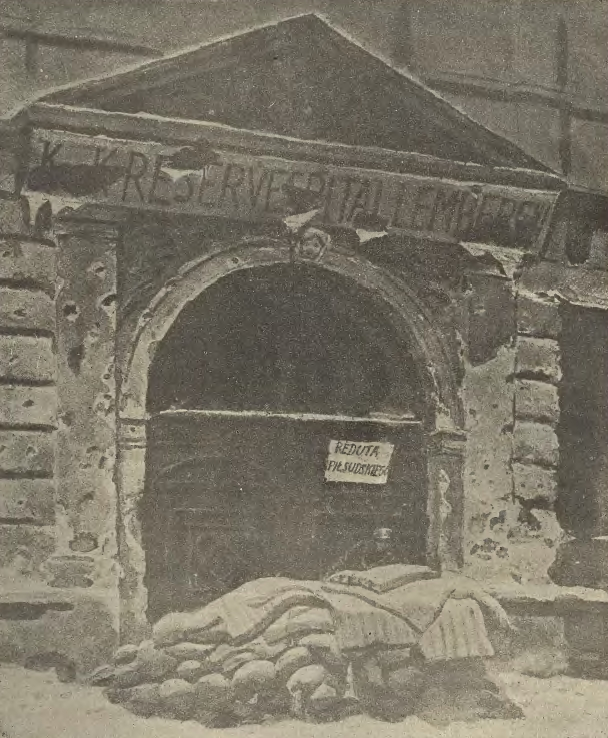
„Reduta Piłsudskiego” przy ul. Kopernika

Drugi etap walk, trwający do 19 listopada, charakteryzował się pozycyjnością walk. Po 13 listopada inicjatywa zaczepna należała do wojsk ukraińskich.
Na zgromadzeniu przedstawicieli wszystkich stronnictw, w zachodniej części miasta powołano 6 listopada 1918 Komitet Bezpieczeństwa i Ochrony Dobra Publicznego, pełniący rolę ośrodka władzy. Weszło do niego po dwóch przedstawicieli ND, PPSD, PSD i PSL. Przewodniczącym został Marceli Chlamtacz, zastępcą Artur Hausner. Skomplikowaną sytuację polityczną i wojskową w mieście wykorzystywali przestępcy (część z nich została przez Ukraińców wypuszczona z więzienia), maruderzy i powracający do domu żołnierze armii austriackiej, tzw. heimkerowcy. Uzbrojone bandy grabiły składy, magazyny kolejowe, sklepy i ludność cywilną.
Oddziały polskie odpierały liczne ataki wojsk ukraińskich, podejmując jednocześnie nieudane próby zdobycia całego miasta. W dniach 6–9 listopada toczyły się ciężkie walki o szkołę im. Sienkiewicza, cmentarz żydowski, Cytadelę, budynek galicyjskiej kasy oszczędności, pasaż Hausmana, odwach główny, dyrekcję skarbu i Teatr Skarbkowski. W walkach tych Polacy ponieśli duże straty, obie strony przeszły do walk pozycyjnych, zbudowano barykady i okopy. Po zdobyciu Przemyśla dowództwo ukraińskie zrezygnowało z poprzedniego planu otoczenia Lwowa. W pierwszych dniach młodzież zdobywała broń na przeciwniku, potem – z austriackich magazynów. Zaczęto organizować różne oddziały wojskowe: obok piechoty artylerię, kawalerię, oddział techniczny, a także oddział lotniczy. Sztab NK obrony Lwowa zsynchronizował działalność poszczególnych oddziałów, podzielił front na pięć odcinków i wyznaczył dowódców.

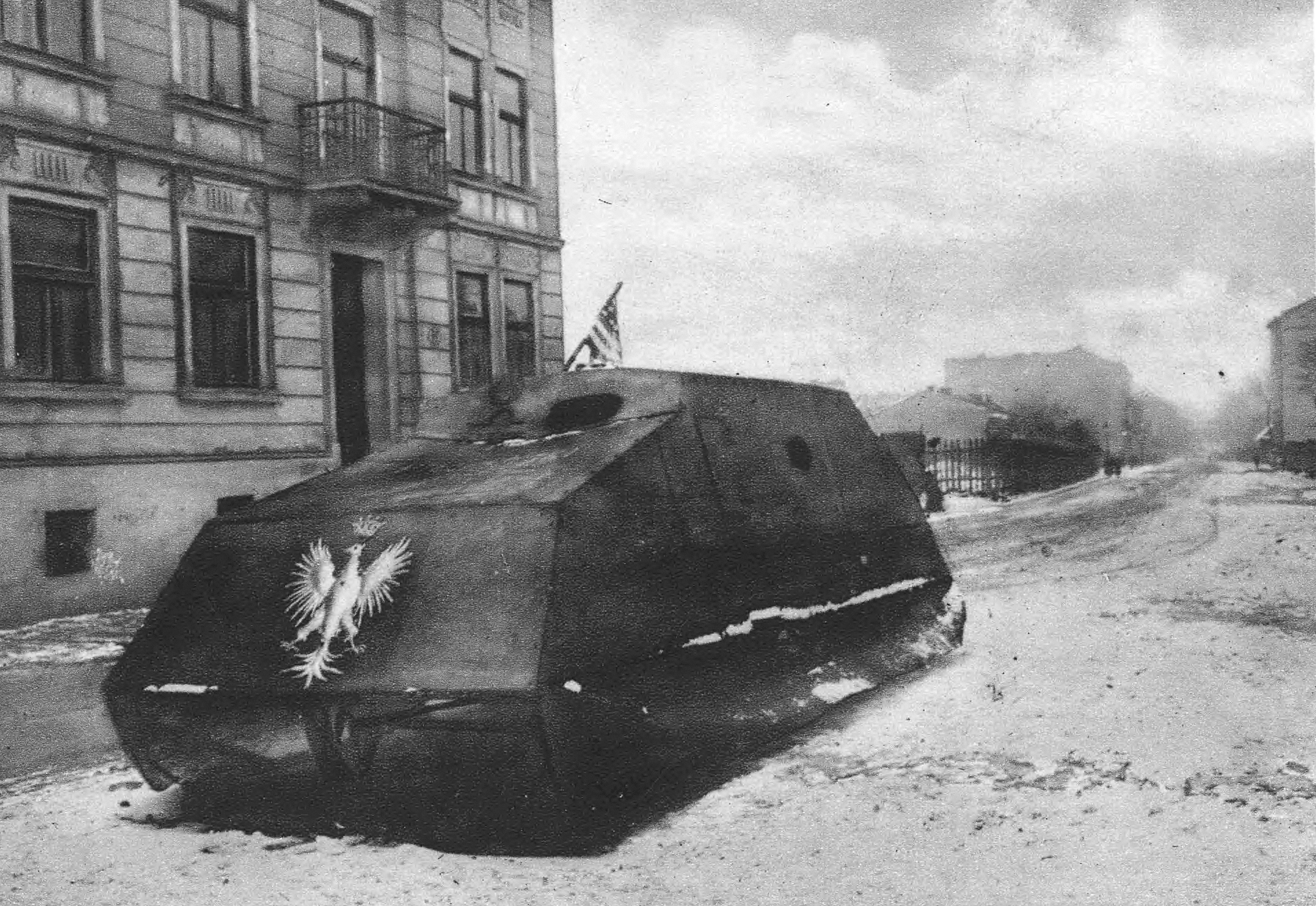
Tank Piłsudskiego

9 listopada przeprowadzono w rejonie Ogrodu Jezuickiego natarcie, wsparte przez nowo zbudowany Tank Piłsudskiego. Za główny sukces taktyczny Tanku podczas natarcia 9 listopada uznaje się ściągnięcie na siebie większości ognia broni maszynowej Ukraińców, co znacznie ograniczyło i tak poważne straty polskiej piechoty, oraz wyeliminowanie obsług nieprzyjacielskich karabinów maszynowych w Pałacu Gołuchowskich. W efekcie natarcia udało się opanować kwartał zabudowy na południe od Ogrodu Jezuickiego, oraz zająć gmach poczty głównej.
Po sukcesach oddziałów polskich, 10 listopada 1918 cała zachodnia część miasta (jedna trzecia) znalazła się w rękach polskich. W tym czasie walczono także na przedmieściach, na zewnętrznej linii frontu. W dniach 13–17 listopada Ukraińcy zaczęli kierować koncentryczne ataki na centrum, aby przejąć kontrolę nad miastem, które jednak nie doprowadziły do przełamania polskiej obrony. Wskutek ciężkich strat Armii Halickiej (550 zabitych i rannych) i wojsk polskich (75 zabitych i rannych) walki osłabły.

### III etap walk
Trzeci etap walk, do 21 listopada, charakteryzował się inicjatywą strony polskiej.
16 listopada we wspólnym liście arcybiskupi Józef Bilczewski i Andrzej Szeptycki zaapelowali do polityków polskich i ukraińskich o wzajemne ustępstwa i zakończenie bratobójczych walk. Mediacja ta doprowadziła 17 listopada do zawieszenia broni, które zostało przedłużone do 21 listopada.
Zarządzeniem prezydenta RP Ignacego Mościckiego z 9 listopada 1933 Obrońcy Lwowa polegli od 1 do 21 listopada 1918 zostali odznaczeni Krzyżem Niepodległości jako symbol uznania ich zasług w walce o niepodległość Polski; odznaczenie winno być zawieszone w kaplicy na cmentarzu Obrońców Lwowa.

## Odsiecz
Po rozpoczęciu walk w Galicji Wschodniej Narodowa Demokracja rozwinęła ogólnopolską akcję mającą na celu udzielenie pomocy Lwowowi, jednak istnienie kilku ośrodków władzy utrudniało tę akcję. Już 4 listopada plan odsieczy Lwowa przedstawił na forum rządowym szef Sztabu Generalnego WP gen. Tadeusz Jordan Rozwadowski. Plan zakładał dwa uderzenia z północy od Lublina przez Rawę Ruską i z zachodu z Krakowa przez Przemyśl. 5 listopada Rozwadowski przekonywał do tego planu płk. Śmigłego-Rydza w Lublinie, następnie udał się do Krakowa, gdzie powierzył wykonanie swego planu gen. Bolesławowi Roi. Plan gen. Rozwadowskiego nie został wykonany, przygotowanie do odsieczy ze strony Lublina zdezorganizowało czasowo powstanie Tymczasowego Rządu Republiki Polskiej na czele z Ignacym Daszyńskim i podporządkowanie mu wojsk garnizonu lubelskiego. Sytuacja zmieniła się dopiero po objęciu władzy przez Piłsudskiego. Generał Bolesław Roja organizował pomoc dla Lwowa, wykonując założenia planu gen. Rozwadowskiego. Jako straż przednia odsieczy miała być grupa „San” (400 żołnierzy i 4 działa), dowodzona przez mjr. Juliana Stachiewicza, która wyruszyła pociągiem z Krakowa do Przemyśla 9 listopada. Przemyśl zdobyto 12 listopada 1918 roku.
Pomoc dla Lwowa organizowana w pierwszej połowie listopada 1918 roku była chaotyczna. Dopiero powołanie na stanowisko dowódcy Naczelnego Dowództwa Wojsk Polskich w Galicji Wschodniej, potocznie zwanego Armią „Wschód”, gen. Tadeusza Rozwadowskiego usprawniło organizowanie polskiej pomocy miastu. Rozwadowski sam zabiegał o mianowanie go dowódcą. Piłsudski, choć niechętny generałowi, brał pod uwagę jego wysokie kwalifikacje wojskowe oraz związki z Legionami i orientację austro-polską z przeszłości, dlatego powierzył mu to stanowisko, licząc, że Rozwadowski jako dowódca Armii „Wschód” w sporach politycznych zachowa neutralność.
Pomoc wyruszyła z Przemyśla 19 listopada. Grupa liczyła 140 oficerów, 1228 żołnierzy i 8 dział pod dowództwem ppłk. Michała Karaszewicza-Tokarzewskiego. Przybyła do Lwowa 20 listopada. Tokarzewski zaraz po przybyciu przejął komendę nad połączonymi wojskami.
Dowództwo ukraińskie w czasie odsieczy Lwowa wyraźnie zlekceważyło przeciwnika, najpierw nie wysadzając mostów na Sanie w Przemyślu i dopuszczając wskutek tego do jego zdobycia, jak i później obsadzając bardzo niedbale, mimo posiadania dużych sił na tym odcinku (ponad 1000 żołnierzy), linię kolejową Przemyśl – Lwów, nie niszcząc również mostów na tej trasie.
Następnego dnia oddziały polskie przystąpiły do ataku. Po całodobowych walkach z 21 na 22 listopada 1918, w nocy Ukraińcy w obawie przed okrążeniem opuścili miasto. Stan bojowy jednostek ukraińskich opuszczających miasto liczył 120 oficerów i 3185 żołnierzy (161 oficerów i 4517 żołnierzy w stanie żywieniowym), oddziały polskie liczyły wówczas około 6700 żołnierzy (w stanie żywieniowym).
W chwili wydania przez płk. Hnata Stefanowa rozkazu wycofania się z miasta oddziały Ukraińskiej Armii Halickiej obsadzały: Ratusz, Wysoki Zamek, Górę Jacka, Namiestnictwo, Narodnyj Dim, Cytadelę, Koszary Ferdynanda (Gródecka 40) i dzielnicę Żółkiewską.
W dniu zajęcia Lwowa przez wojska polskie rozpoczęły się zamieszki w Dzielnicy IV, przez diasporę żydowską i prasę zachodnią nazwane pogromem ludności żydowskiej.
W pogromie aktywny udział wzięła część polskich żołnierzy, a także cywilów, prawdopodobnie chcących wziąć odwet na Żydach oskarżanych m.in. w lokalnej prasie („Pobudka” – organ prasowy Naczelnej Komendy Wojsk Polskich we Lwowie) o wspieranie wojsk ukraińskich w czasie walk o miasto.
Punktem zwrotnym był 22 listopada 1918, kiedy to podczas świętowania zdobycia Ratusza przez Polaków, żołnierze por. Abrahama uderzyli na sklep jubilerski Zippera, znajdujący się w kamienicy na rogu Rynku i ul. Szewskiej. Atak na sklep Zippera stał się idealnym detonatorem pogromu dla gromadzących się na Rynku lwowian.

## Uczestnicy walk po stronie polskiej, straty ludzkie
W walkach we Lwowie do 22 listopada (włącznie) brało udział z bronią w ręku lub w służbach pomocniczych 6022 osób, w tym 1374 uczniów szkół powszechnych i średnich oraz studentów. 2640 walczących nie przekroczyło 25. roku życia.
Zginęło lub zmarło od ran 439 żołnierzy i członków wojskowej służby sanitarnej, w tym 12 kobiet. 120 poległych było uczniami, a 76 studentami wyższych uczelni. Młodzież znajdowała się także w innych grupach zawodowych, np. wśród poległych robotników i rzemieślników. 11 poległych uprawiało wolne zawody, 27 było inżynierami, a 21 zawodowymi wojskowymi. Lwów i jego okolice były miejscem urodzenia 213 poległych. Wśród poległych po stronie polskiej było 412 wiernych kościoła rzymskokatolickiego, 6 grekokatolików i 6 żołnierzy wyznania mojżeszowego. Największe straty poniosły załogi odcinków III (78 osób) oraz II i VI (po 66 osób), a najmniejsze V (47 osób) i IV (26 osób), a także oddziały milicji i służb. 29 poległych należało do grupy odsieczy Lwowa ppłk. Tokarzewskiego.
Wśród cywilnych mieszkańców Lwowa, według sprawozdania Dyrekcji Policji na podstawie ksiąg zgonów, zmarło gwałtowną śmiercią lub od ran 120 osób, a w dniach 22–24 listopada – 37. Liczby te nie obejmują 108 zmarłych od ran w szpitalach do 21 listopada (włącznie), zmarłych od ran w szpitalach po 21 listopada i zamordowanych w czasie pogromu.
W imieniu Związku Obrońców Lwowa 21 listopada 1938 mjr Józef Klink przekazał miastu Lwów ewidencję Obrońców Lwowa.

## Oblężenie Lwowa
Po wyjściu ze Lwowa w nocy z 21 na 22 listopada oddziały ukraińskie otoczyły miasto, a Naczelna Komenda Armii Halickiej ulokowała się w Kurowicach, 25 km na wschód od Lwowa. Oddziały te zostały zorganizowane w 3 grupy bojowe: „Schid”, „Stare Sioło” i „Nawarija”, natomiast inne grupy bojowe toczyły walki na północ, zachód i południe od Lwowa, organizując się przy tym w regularne jednostki Armii Halickiej. Wokół Lwowa pojawiły się okopy i umocnienia polowe.

### Organizacja sił polskich broniących Lwowa
Po zdobyciu Lwowa gen. Bolesław Roja wydał 23 listopada 1918 rozkaz nr 2, w którym nakazywał zaprowadzenie porządku publicznego w mieście oraz wyznaczał komendanta miasta i powiatu lwowskiego – został nim ppłk Mączyński. Prowadzona przez wojsko akcja policyjna trwała jeszcze kilka dni. Gen. Roja nakazywał również komendzie miejskiej organizację „pułku strzelców lwowskich” w składzie trzech batalionów. Podporządkowywał jej także wszystkie jednostki wojskowe w mieście i powiecie lwowskim. Utworzył również z 4. i 5. pułku piechoty, dywizjonu artylerii dowodzonego przez Edmunda Knolla-Kownackiego, oraz pociągu pancernego nr 2 grupę operacyjną na Galicję Wschodnią, dowodzoną przez gen. Michała Tokarzewskiego-Karaszewicza, przeznaczoną do walk w terenie podmiejskim.
W nocy z 24 na 25 listopada do Lwowa przybył dowódca Armii „Wschód”, gen. Tadeusz Rozwadowski, który przejąwszy dowództwo od gen. Roi, mianował go dowódcą frontu lwowskiego.
W listopadzie zorganizowano w sumie: 1. Pułk Strzelców Lwowskich, 2. Pułk Strzelców Lwowskich, 30. Pułk Strzelców im. Jana III Sobieskiego, 4. i 5. pułk artylerii lekkiej, szwadron kawalerii, szwadron ciężkich karabinów maszynowych. Na początku grudnia 1918 siły polskie liczyły ogólnie: 819 oficerów, 9264 podoficerów i szeregowych, uzbrojonych w 67 ckm, 38 dział, 4 granatniki, 3 pociągi pancerne. Komendzie miejskiej podlegały również kompanie: lotnicza, saperów i kolejowa. Gen. Roja został 14 grudnia 1918 zastąpiony na stanowisku dowódcy frontu Lwów przez gen. Józefa Leśniewskiego.
W walkach o Lwów szczególną rolę odegrały pociągi pancerne, ochraniające szlaki kolejowe, zwłaszcza najbardziej zagrożoną linię Przemyśl – Lwów. Budowę pociągów zlecił gen. Rozwadowski od razu, gdy mianowano go 17 listopada 1918 roku dowódcą Armii Wschód. We Lwowie pociągi opancerzał inż. Bolesław Nieniewski, a po nim kpt. Kazimierz Bartel – późniejszy premier Polski. Gen. Rozwadowski wykorzystał ten rodzaj broni pancernej do szybkich koncentracji wojsk w newralgicznych punktach polskiej obrony lub miejscach, z których miało wyjść polskie natarcie. Rozwadowski używał pociągów pancernych także w akcjach zaczepnych, kierowanych w głąb pozycji nieprzyjaciela. Szczególnym zaskoczeniem dla Ukraińców był wypad polskiego pociągu ze Lwowa w kierunku Stryja.

### Organizacja sił ukraińskich atakujących Lwów

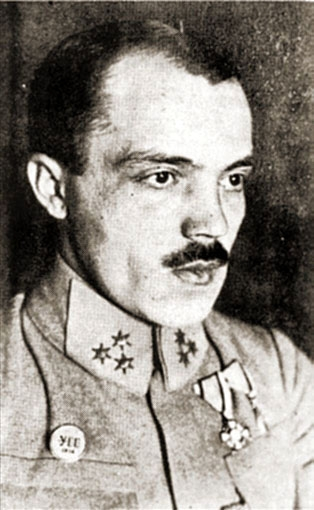
Dmytro Witowski

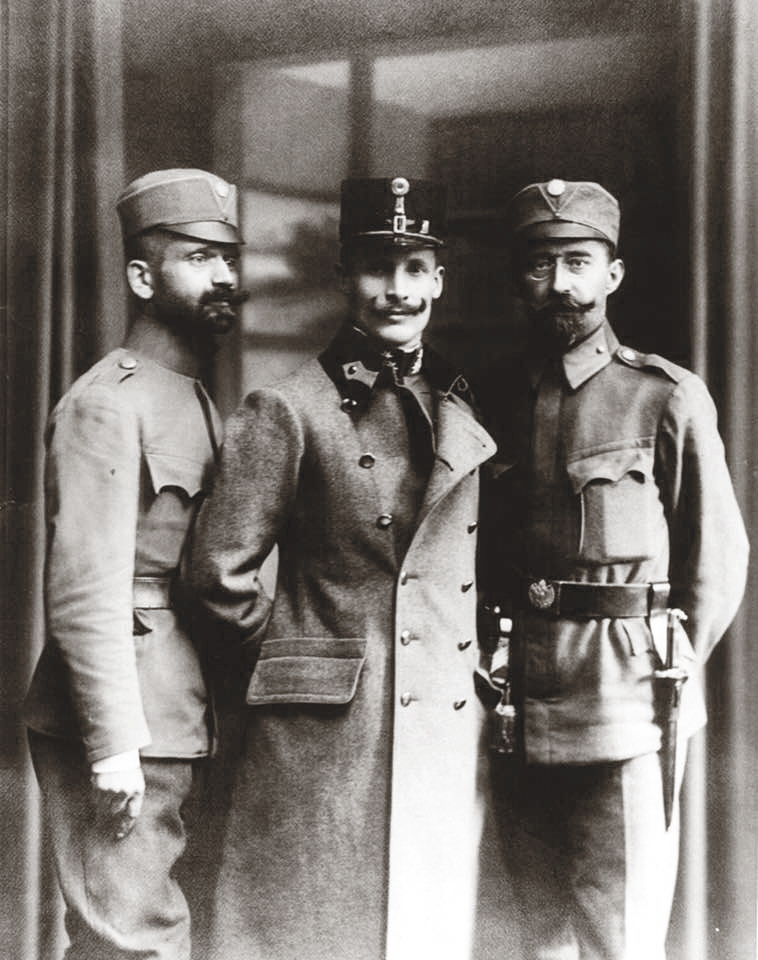
Iwan Boberski, Mychajło Wołoszyn i Longyn Cehelski w mundurach Strzelców Siczowych, 1918

Wojska ukraińskie podlegające Państwowemu Sekretariatowi Spraw Wojskowych ZURL zorganizowane były w owym czasie w terytorialne grupy taktyczne, z czasem łączone w grupy operacyjne. Działały trzy grupy operacyjne:
- Grupa Operacyjna „Północ”, złożona z grup taktycznych: sokalskiej, uhnowskiej, bełskiej, rawskiej, jaworowskiej i janowskiej. Dowództwo grupy znajdowało się w Sokalu.
- Grupa Operacyjna „Południe”, złożona z grup taktycznych: szczerzeckiej, rudeckiej, krukiennickiej, chyrowskiej, karpackiej, komańczańskiej, lutowiskiej, starosamborskiej i nawarowskiej. Dowództwo grupy znajdowało się w Samborze.
- Grupa Operacyjna „Lwów”, złożona z najlepiej zorganizowanych grup taktycznych: „Wschód”, „Stare Sioło” i „Szczyrec”. Dowództwo grupy stacjonowało w Starym Siole.

Grupa „Stare Sioło” miała nacierać na Lwów od południa, „Szczyrec” od południowego zachodu, obie w kierunku Dworca Głównego. Grupa „Wschód” miała związać walką siły polskie działające na południe i wschód od Lwowa. Z uwagi na duże znaczenie tych grup zdecydowano się je wzmocnić: grupę „Stare Sioło” wzmocniono 4 batalionami piechoty i 10 bateriami artylerii, a grupę „Szczyrec” 1 brygadą piechoty.
Rozszerzające się poza Lwów działania zbrojne zmusiły dowództwo ukraińskie do stworzenia nowej struktury organizacyjnej Armii Halickiej. Jej projekt opracował gen. Jewhen Myszkowśkyj w grudniu 1918. Zaplanowano utworzenie trzech korpusów: I, II i III. Do realizacji tego projektu przystąpiono dopiero w styczniu 1919, co było podyktowane dużym zaangażowaniem wojsk walczących wokół Lwowa.

### Ukraiński plan zdobycia Lwowa
Pod koniec listopada w Brzeżanach odbyła się narada wyższych dowódców Armii Halickiej: płk. Jewhena Myszkowśkiego, płk. Hryhorija Kossaka, płk. Osypa Mykytki, mjr. Osypa Bukszowanego i kpt. Alfreda Bisanza. Płk Myszkowśkyj zapoznał na niej oficerów z planem zdobycia Lwowa i przydzielił zadania grupom biorących udział w operacji:
- grupa płk. Antona Krawsa otrzymała zadanie zniszczenia torów pomiędzy Sądową Wisznią a Przemyślem, a następnie miała osłaniać inne oddziały przed atakiem wojsk polskich z zachodu, z kierunku Przemyśla;
- oddziały partyzanckie działające na północ i północny wschód od Lwowa miały za zadanie zabezpieczyć kierunki ewentualnego polskiego ataku Jaworów – Lwów, Rawa Ruska – Lwów i Sokal – Lwów;
- komenda Obwodu Północnego z siedzibą w Kamionce Strumiłowej miała przeprowadzić za pomocą oddziału płk. Andrija Dołuda działania demonstracyjne na północ i północny wschód od Lwowa;
- grupy: południowa – Ukraińskich Strzelców Siczowych, i południowo-wschodnia otrzymały zadanie wdarcia się bliżej Lwowa i pozorowania generalnego szturmu w celu skupienia na sobie jak największych sił polskich;
- grupa płk. Mychajła Omelianowicza-Pawlenki miała wykonać główny szturm, atakując z kierunku Glinian i Pustomytów w kierunku dworca głównego i południowo-zachodniej części miasta;
- oddział płk. Hryhorija Kossaka miał ubezpieczać lewe skrzydło głównej grupy uderzeniowej i prowadzić działania w kierunku Gródka Jagiellońskiego.

### I etap walk
Datę rozpoczęcia ataku na Lwów wyznaczono na 27 grudnia 1918. Do tego czasu poszczególne jednostki miały prowadzić działania bojowe w celu zdobycia dogodnych podstaw wyjściowych do ataku.
Walki rozpoczęły się 2 grudnia. 3 grudnia wojska Armii Halickiej zdobyły Gródek Jagielloński i przerwały (na krótki czas) linię kolejową do Przemyśla, a 6 grudnia zdobyły Chyrów, nie zdecydowały się jednak atakować dalej w kierunku Sanoka i Przemyśla.
Od 16 grudnia trwały kolejne ataki na Lwów oraz na linię kolejową, szczególnie na odcinku Gródek Jagielloński – Sądowa Wisznia, jednak nie zakończyły się sukcesem. 20 grudnia wojska polskie odbiły Chyrów.
Grupa mjr. Sopotnickiego (2400 żołnierzy, 150 ułanów, 24 karabiny maszynowe, 10 dział) zaatakowała 23 grudnia w kierunku Lubień Wielki – Stawczany – Obroszyn – Lwów; 25 grudnia zdobyto Lubień, 26 grudnia Stawczany, a 27 grudnia Obroszyn. Grupa ta 28 grudnia przebiła się przez linie ukraińskie i wmaszerowała do Lwowa, znacznie wzmacniając siły obrońców.
Po 20 grudnia oddziały ukraińskie zepchnęły obronę polską bliżej miasta, rozpoczynając 22 grudnia ostrzał miasta ogniem artyleryjskim.

### II etap walk

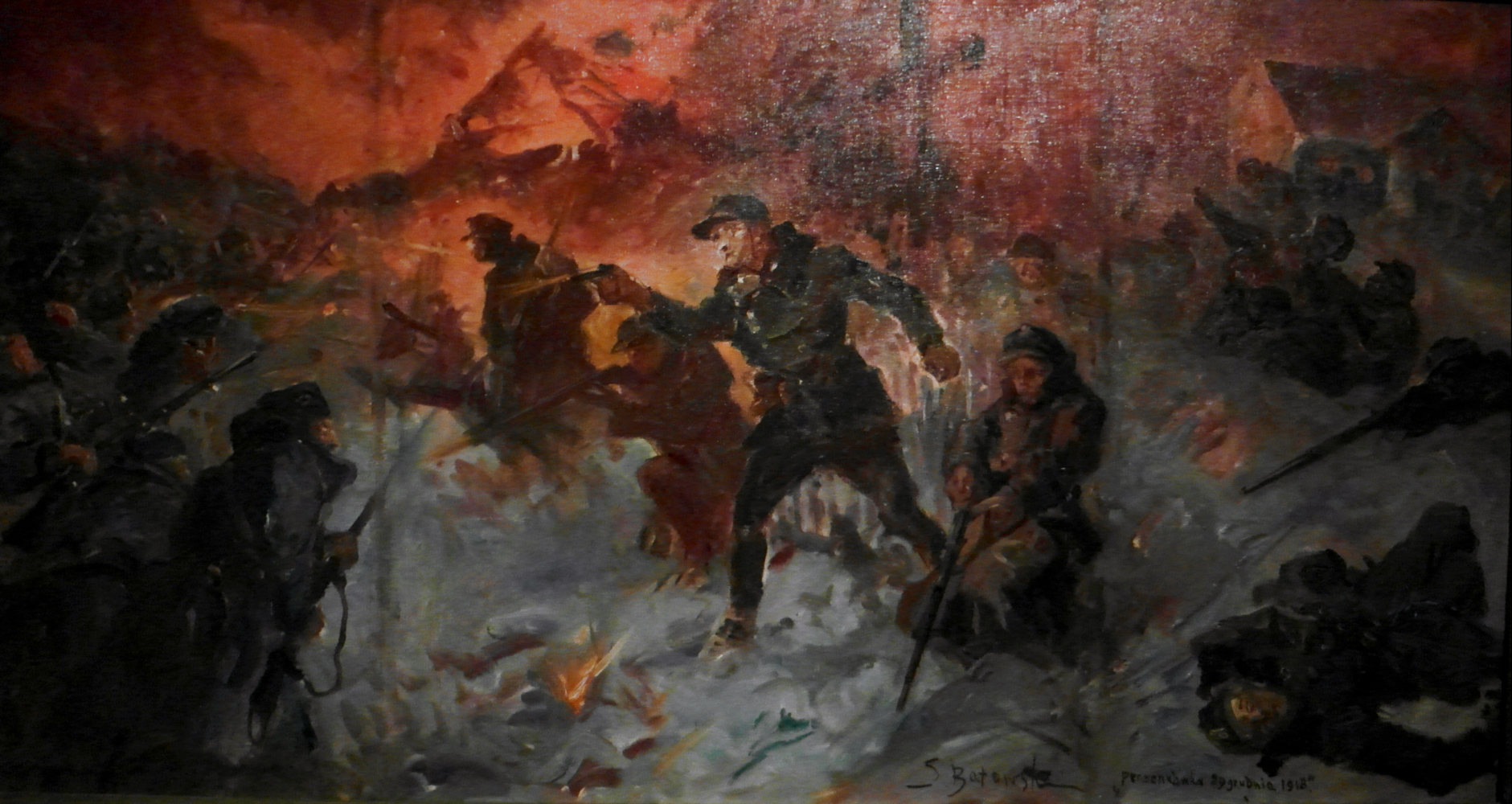
Persenkówka 29 grudnia 1918, obraz Stanisława Kaczora-Batowskiego

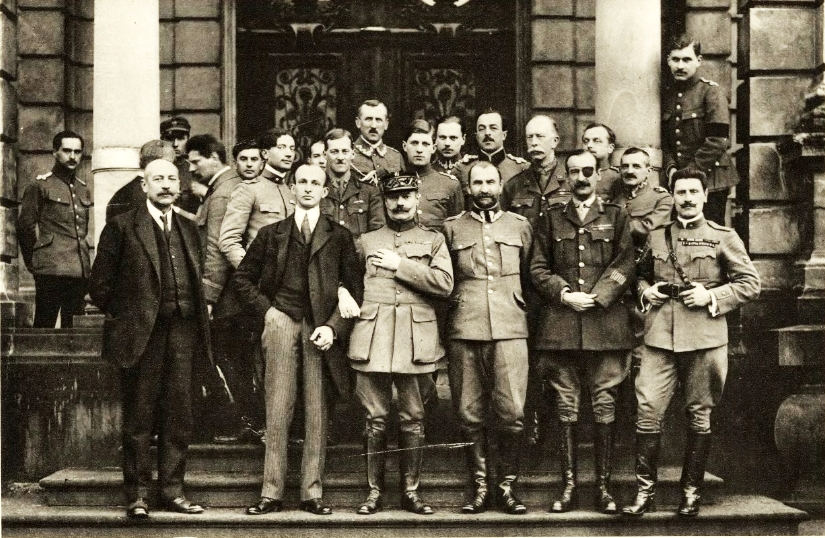
Misja aliancka we Lwowie, luty 1919. Od lewej: Stanisław Wańkowicz, Robert Lord, gen. Joseph Barthelemy, gen. Tadeusz Rozwadowski, gen. Adrian Carton de Wiart, mjr Giuseppe Stabile

Planowane ukraińskie natarcie na Lwów rozpoczęło się 27 grudnia. W tym samym dniu grupa „Stare Sioło” zdobyła Sichów i Zubrzę, a 28 grudnia Pasieki Miejskie i Sokolniki, a nawet przejściowo Kulparków, Kozielniki i Persenkówkę. Grupa „Wschód” doszła do Łyczakowa, zdobywając browar Grunda. Dalsze akcje zostały zahamowane przez kontrataki obrońców Lwowa, wzmocnionych dzięki przedarciu się grupy mjr. Sopotnickiego. Jednak wskutek tej akcji został zamknięty pierścień okrążenia wokół Lwowa, co skutkowało pozbawieniem miasta wody i energii elektrycznej oraz całkowitym odcięciem dowozu zaopatrzenia i żywności.
W dniach 25–31 grudnia oddziały HA po raz kolejny zaatakowały linię kolejową do Przemyśla oraz linię kolejową Lwów – Jaworów – Rawa Ruska, jednak znów bez większych sukcesów. Udało się im natomiast uszkodzić w kilku miejscach tory.
Józef Piłsudski 1 stycznia 1919 wydał rozkazy dla Grupy Operacyjnej „Bug” pod dowództwem gen. Jana Romera, w składzie: brygada płk. Mieczysława Kuklińskiego, grupa płk. Ferdynanda Zarzyckiego, kawaleria ppłk. Władysława Beliny-Prażmowskiego. Miała ona rozbić oddziały HA w rejonie Jaworów – Janów – Żółkiew oraz zająć linię kolejową Rawa Ruska – Jaworów – Lwów. Grupa rozpoczęła natarcie 7 stycznia, przełamując pozycje ukraińskie, i 10 stycznia wkroczyła do Lwowa. Jednak już 12 stycznia armia ukraińska zajęła Żółkiew, Dublany i Kulików, odbudowując front i odcinając powtórnie Lwów od GO „Bug” w rejonie Rawy Ruskiej. Duże straty poniesione przez stronę polską zatrzymały akcje zaczepne aż do końca stycznia. W dniach 26–28 stycznia wojska polskie atakowały na linii Rawa Ruska – Bełz, jednak zostały zmuszone 31 stycznia do wycofania się ze zdobytego Krystynopola, a do atakowania Sokala zabrakło im sił.
Wojska polskie 4 lutego rozpoczęły operację zaczepną na linii Stary Sambor – Sambor – Rudki, jednak wskutek silnych kontrataków HA i szczupłości własnych sił musiały się wycofać. W końcu, 14 lutego, marszałek Piłsudski wydał rozkaz przejścia do działań defensywnych. Jedynie grupy płk. Kuklińskiego i płk. Władysława Sikorskiego wykonały nieudany atak na Janów, mający odciągnąć wojska ukraińskie od linii kolejowej Przemyśl – Lwów. Również 14 lutego utworzono Naczelne Dowództwo Wojska Polskiego, kierujące i koordynujące polskie operacje wojskowe.

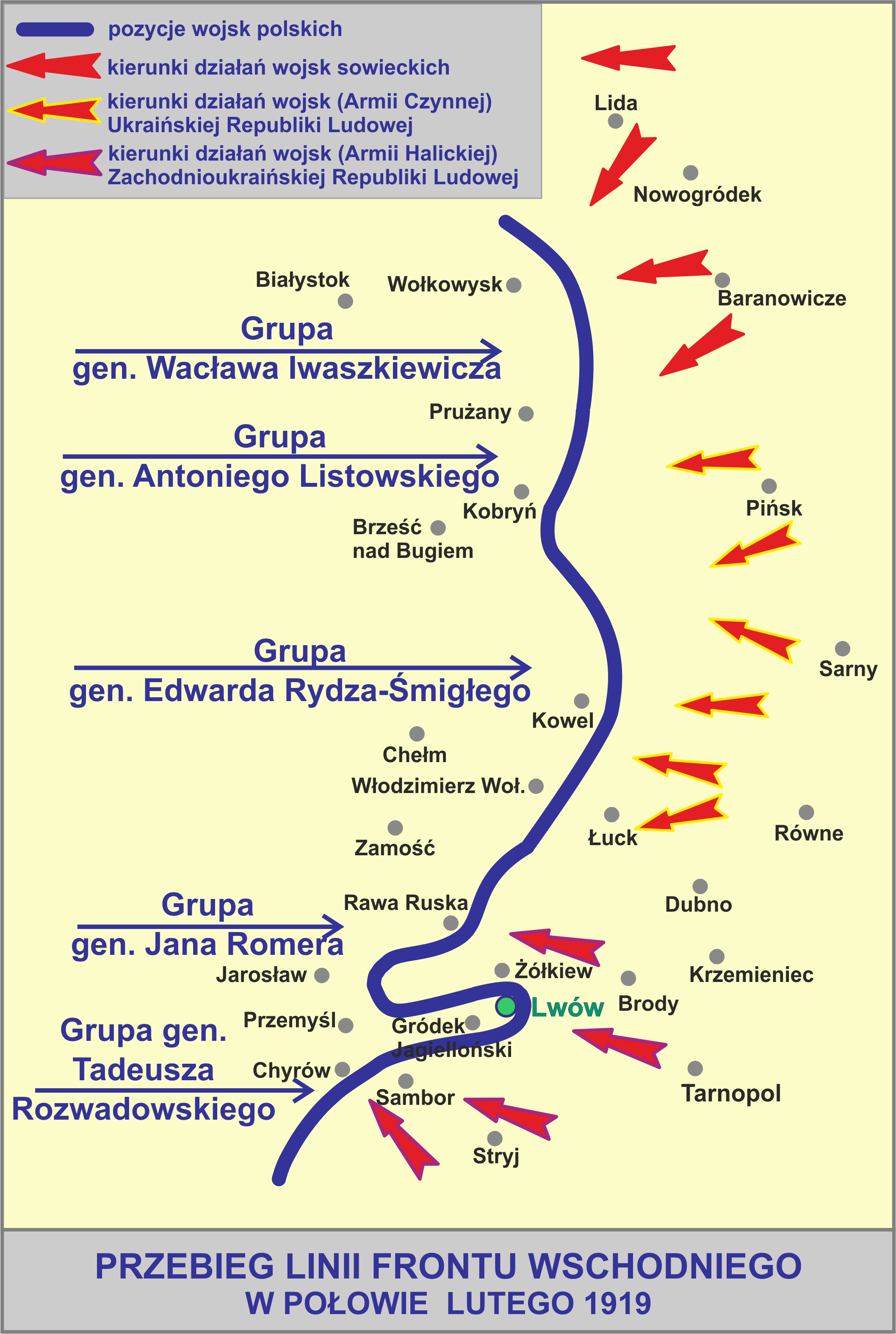
Przebieg linii frontu w połowie lutego 1919

Nowa ofensywa Armii Halickiej rozpoczęła się 17 lutego. Udało jej się kosztem wielkich strat zająć teren przy linii kolejowej w Bratkowicach, na zachód od Gródka Jagiellońskiego, i znów sparaliżować dostawy kolejowe do Lwowa, jednak sam atak na miasto po raz kolejny się nie powiódł. Także walki na południowym i północnym odcinku frontu nie przyniosły sukcesu.
Również 17 lutego przybyła do Lwowa Komisja Noulensa, która zażądała od obu stron podpisania zawieszenia broni. Zawarto je 24 lutego. Później przedłużono rozejm od 26 lutego do 1 marca.
W dniach 2–6 marca oddziały Armii Halickiej toczyły walki na przedpolach Lwowa, znowu przejmując odcinek linii kolejowej do Przemyśla i niszcząc mosty kolejowe koło Sądowej Wiszni i w Medyce. Do Przemyśla 10 marca dotarła grupa gen. Franciszka Aleksandrowicza, która z marszu zaatakowała, dochodząc 11 marca do Sądowej Wiszni, gdzie toczyła przez następne 2 dni ciężkie walki pozycyjne. 18 marca dotarły posiłki z Wielkopolski pod dowództwem płk. Daniela Konarzewskiego i dzięki nim udało się uwolnić po raz kolejny korytarz do Lwowa. W pierwszej połowie kwietnia aktywność na froncie wokół Lwowa znacznie spadła. Dopiero 19 kwietnia grupa wielkopolska podjęła natarcie, zdobywając Stawczany, a ciężkie walki rozwinęły się na całym odcinku od Lubienia do Skniłowa. Strona polska odniosła sukces, odsuwając linie ukraińskie od Lwowa, tak że jego ostrzał był możliwy od tej chwili tylko od strony północnej. Naczelne Dowództwo Wojska Polskiego 21 marca wydało rozkaz wstrzymania wszelkich akcji zaczepnych do czasu przybycia Armii Hallera. Drobne działania zaczepne podjęto 26 marca i osiągnięto sukcesy w rejonie Żółkwi, a linia frontu przesunęła się na linię Glinna – Solanka – Winniki – Podborce – Prusy – Dublany – Grzybowiec – Rokitno.

## Zakończenie oblężenia
Armia Hallera przybyła do Polski w kwietniu i zdecydowano się użyć jej w toczącej się wojnie. Rozpoczęcie polskiej ofensywy zaplanowano na 14 maja. Zaskakując polskie dowództwo, wojska ukraińskie 8 maja zdobyły Dołhobyczów. Oddziały polskie natychmiast kontratakowały, odrzucając przeciwnika na pozycje wyjściowe. Zaplanowana ofensywa rozpoczęła się w ustalonym czasie i oddziały polskie osiągnęły znaczne sukcesy. Jednak presja Konferencji Pokojowej zwolniła ofensywę i zmieniła jej kierunek. Wojska polskie 21 maja opanowały Borysławsko-Drohobyckie Zagłębie Naftowe. Oddziały ukraińskie otaczające Lwów, obawiając się okrążenia, wycofały się, kończąc półroczne oblężenie.
Ofensywa polska z maja 1919 została źle przyjęta na toczącej się wówczas w Paryżu konferencji pokojowej – prezydent USA Woodrow Wilson proponował nawet usunięcie z obrad przedstawicieli Polski jako agresora.

## Stan badań
W ramach obchodów 20-lecia Obrony Lwowa w listopadzie 1938 Związek Obrońców Lwowa przekazał miastu ewidencję obrońców Lwowa za okres od 1 do 22 listopada 1918.
Temat wojny polsko-ukraińskiej w latach 1918–1919 był tematem kilku opracowań, które ukazały się w dwudziestoleciu międzywojennym. Opis wydarzeń był oparty głównie na pamiętnikach i relacjach świadków. Dlatego opracowania te miały charakter subiektywny. Badania nad tematem zaowocowały wydaniem trzytomowego dzieła pod redakcją Eugeniusza Wawrzkowicza i Aleksandra Kawałkowskiego Obrona Lwowa 1–22 listopada 1918. Dwa pierwsze tomy zawierały relacje uczestników, a trzeci został poświęcony organizacji listopadowej obrony Lwowa, ewidencji uczestników walk, zawierał także listę strat w następstwie walk ulicznych 1–22 listopada 1918 roku.
W okresie PRL-u temat walk polsko-ukraińskich o Lwów został zaniedbany. Jedynie na emigracji powstało kilka artykułów, opublikowanych na łamach „Biuletynu Koła Lwowian”. W latach 80. temat był poruszany w drugoobiegówkach.
Po upadku komunizmu wzrosło zainteresowanie tematyką walk polsko-ukraińskich o Lwów w latach 1918–1919. W 1990 roku ukazała się monografia Stanisława Niciei Cmentarz Obrońców Lwowa, której pierwszy rozdział został poświęcony walkom w listopadzie 1918 roku. Drugą z tego zakresu jest praca Macieja Kozłowskiego Między Sanem a Zbruczem. Walki o Lwów i Galicję Wschodnią 1918–1919, wydana w 1990 roku. Jest ona, zdaniem badacza tematu – Artura Leinwanda, kontrowersyjna i zawiera liczne błędy rzeczowe. Daniel Bargiełowski jest autorem trzytomowej biografii generała Michała Tokarzewskiego Po trzykroć pierwszy. Michał Tokarzewski-Karaszewicz – generał broni, teozof, wolnomularz, kapłan Kościoła liberalnokatolickiego, wydanej w latach 2000–2002. Opublikował on także w 1992 roku na łamach „Rocznika Lwowskiego” artykuł o walkach listopadowych we Lwowie w 1918 roku. W latach 90. ukazało się ponadto kilka reedycji i reprintów relacji świadków wydarzeń listopadowych.
W 1999 ukazała się książka mjr. dr. Jeremiasza Ślipca Drogi niepodległości – Polska i Ukraina 1918–1921, w której autor dokonuje militarnej analizy źródeł konfliktu i przebiegu działań w czasie wojny polsko-ukraińskiej.

## Nazewnictwo
Termin „obrona Lwowa”, często używany w historiografii polskiej na określenie wydarzeń listopadowych 1918 roku, wymaga szerszego wyjaśnienia, ponieważ może budzić w niektórych kręgach ukraińskich sprzeciw. W czasach zaborów oraz w początkowym okresie istnienia II Rzeczypospolitej Lwów był jednym z najważniejszych ośrodków kultury polskiej. Dla ówczesnych Polaków pojęcie „obrona” było zatem całkowicie naturalne i oczywiste. Sytuacja zmieniła się dopiero po konferencji w Jałcie i układach poczdamskich. Na obszarze Galicji Wschodniej (jak również całości ziem wschodnich II RP) nastąpiły w 1945 roku wysiedlenia ludności polskiej, w wyniku których Lwów przestał być politycznie miastem polskim.
Według Stanisława Niciei, określanie zbrojnego wystąpienia polskiej ludności Lwowa mianem „obrony” jest uzasadnione, ponieważ stanowiło ono polską odpowiedź na ukraiński wojskowy zamach stanu.

To nie oni zaatakowali, ale zmuszeni zostali do obrony. Nie sięgali po cudzą własność, lecz bronili swej ojcowizny, swych domów, ulic, szkół, uczelni, fabryk i warsztatów. Powstali do walki na początku wręcz z gołymi rękami: z szablami, strzelbami i pistoletami wyciągniętymi z lamusa, zdobywając z czasem nowoczesną broń maszynową na zawodowym wojsku przeciwnika.
[…] Wśród obrońców byli robotnicy i urzędnicy, księża i batiarzy – słynni lwowscy ulicznicy, kobiety, dzieci i starcy oraz ci najbardziej patriotyczni i ofiarni – gimnazjaliści i studenci. Im to właśnie nadano przydomek „Orlęta Lwowskie”, w którym jest wiele pieszczotliwości rodzicielskiej.

Podobny pogląd przedstawił również Andrzej Sulima Kamiński, który podkreślił, iż lwowscy Polacy walczyli o miasto, które było ich najbliższą ojczyzną od wielu wieków.

Od razu wyjaśniam, że rozumiem tych z mego narodu, którzy ostatniej październikowej nocy 1918 roku uderzyli na Ukraińców, by wielką daniną krwi odebrać im miasto „Semper Fidelis” bliższe wielu z nas niż Toruń czy Poznań. Porywający się do broni nie musieli pamiętać, że miasto to wybudował nie król polski a Daniel, pierwszy koronowany król ruski. Nie musieli też pamiętać, że arcybiskup lwowski, zajmujący w senacie drugie miejsce po prymasie, miał w ciągu wielu wieków jedno z najniższych w całej Rzeczypospolitej uposażeń; gdyż kierował kościołem religijnej mniejszości w porównaniu do zasiedziałego prawosławia i rosnących w siłę unitów. Nie musieli o tym pamiętać, gdyż w ich poczuciu walczyli o Ojczyznę i własny dom; w którym Polacy rodzili się i marli przez całe stulecia. Byli tym, czym Niemcy bałtyccy dominujący Łotyszów lub Estończyków, czy też junkrzy wśród Mazurów, Kaszubów lub Pomorzan. Każdy z nas może zrozumieć nie tylko Orlęta Lwowskie, ale i Francuzów broniących zasiedziałych od pradziadów nadmorskich prowincji Algierii. Walka o dom, w którym się człowiek rodził jest zawsze twarda i krwawa. Jest też szczególnie brutalna; jeśli występuje pomiędzy współmieszkańcami dążącymi do wzajemnej ewikcji czy relegacji do oficyn. Tragedie takiej walki przeżywało i przeżywa wiele milionów ludności mieszkającej na przemieszanych etnicznie terenach.

Włodzimierz Osadczy uważa, że gdyby Polacy przegrali wojnę z Ukraińcami, Zachodnioukraińska Republika Ludowa i tak prędzej czy później by upadła, a Lwów zostałby zajęty przez bolszewików. Ukraińcy byli bowiem wówczas za słabi i zbyt silnie wewnętrznie podzieleni, aby utworzyć i utrzymać własne państwo – sporne terytorium Galicji Wschodniej mogło w ówczesnej sytuacji geopolitycznej należeć jedynie albo do Polski, albo do Rosji Radzieckiej. Wynika stąd, iż termin „obrona Lwowa” należy rozumieć również w szerszym kontekście – jako obronę miasta nie tyle przed Ukraińcami, co przed podzieleniem losu terenów na wschód od Zbrucza.

W 1928 roku arcybiskup Teodorowicz powiedział: dzisiaj świętujemy wielkie święto, które jest zarówno świętem dla zwycięzców, jak i zwyciężonych. Nie było szans na powstanie państwa ukraińskiego, bolszewia przez 20 lat rządów doprowadziłaby do totalnego spustoszenia. Czym się zakończyły rządy bolszewickie na Ukrainie sowieckiej? Do roku 1933 zostały zamknięte wszystkie kościoły rzymskokatolickie, zniszczeni księża, ludność wygłodzona i pozbawiona elit, więc proces barbaryzacji tych terenów zostałby rozciągnięty jak najdalej na zachód i przynależność do państwa polskiego była jedyną szansą ratowania tego pięknego miasta dla cywilizacji zachodniej.

W polskim piśmiennictwie pojawiało się także określenie ruski miesiąc (według opisującego wydarzenia z listopada 1918, Jana Gelli, inwazja ukraińska naprawdę zasługiwała na to miano).

## Upamiętnienie obrony Lwowa
Po zakończeniu walk marszałek Józef Piłsudski w uznaniu bohaterstwa mieszkańców odznaczył miasto Krzyżem Virtuti Militari. Uzasadniając decyzję powiedział:

Tu (we Lwowie) codziennie walczyć trzeba o nadzieję, codziennie walczyć o siłę wytrwania. Ludność stawała się wojskiem, wojsko stawało się ludnością. I kiedym ja, jako sędzia wojskowy dający nagrody, odznaczający ludzi, myślał nad kampanią pod Lwowem, to wielkie zasługi Waszego miasta oceniłem tak, jak gdybym miał jednego zbiorowego żołnierza, dobrego żołnierza, i ozdobiłem Lwów Krzyżem Orderu Virtuti Militari, tak, że wy jesteście jedynym miastem w Polsce, które z mojej ręki, jako Naczelnego Wodza, za pracę wojenną, za wytrzymałość otrzymało ten order.

Marszałek Francji Ferdynand Foch, przemawiając w 1923 r. na Uniwersytecie Jana Kazimierza we Lwowie, oświadczył:

W chwili, kiedy wykreślano granice Europy, biedząc się nad pytaniem, jakie są granice Polski, Lwów wielkim głosem odpowiedział: Polska jest tutaj.

Bezpośredni świadek wydarzeń, francuski generał Barthelemy, tak oceniał udział mieszkańców Lwowa w obronie:

Skłaniam nisko głowę przed kobietami szlachetnymi i bohaterskimi dziećmi, znoszącymi tyle cierpień i krew przelewającymi, by głośno stwierdzić, by krzyczeć na cały świat, że chcą do Polski należeć.

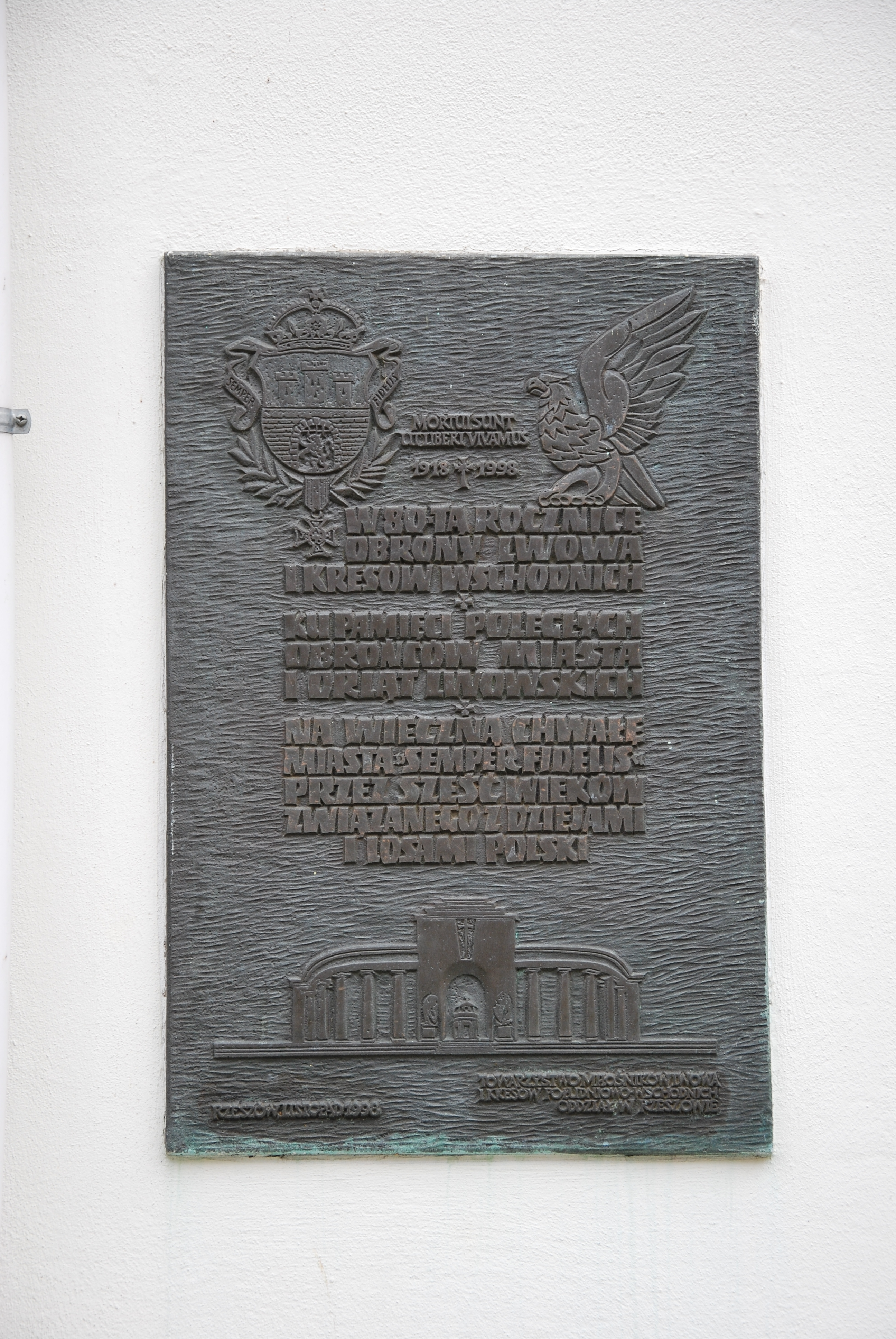
Tablica upamiętniająca w Rzeszowie

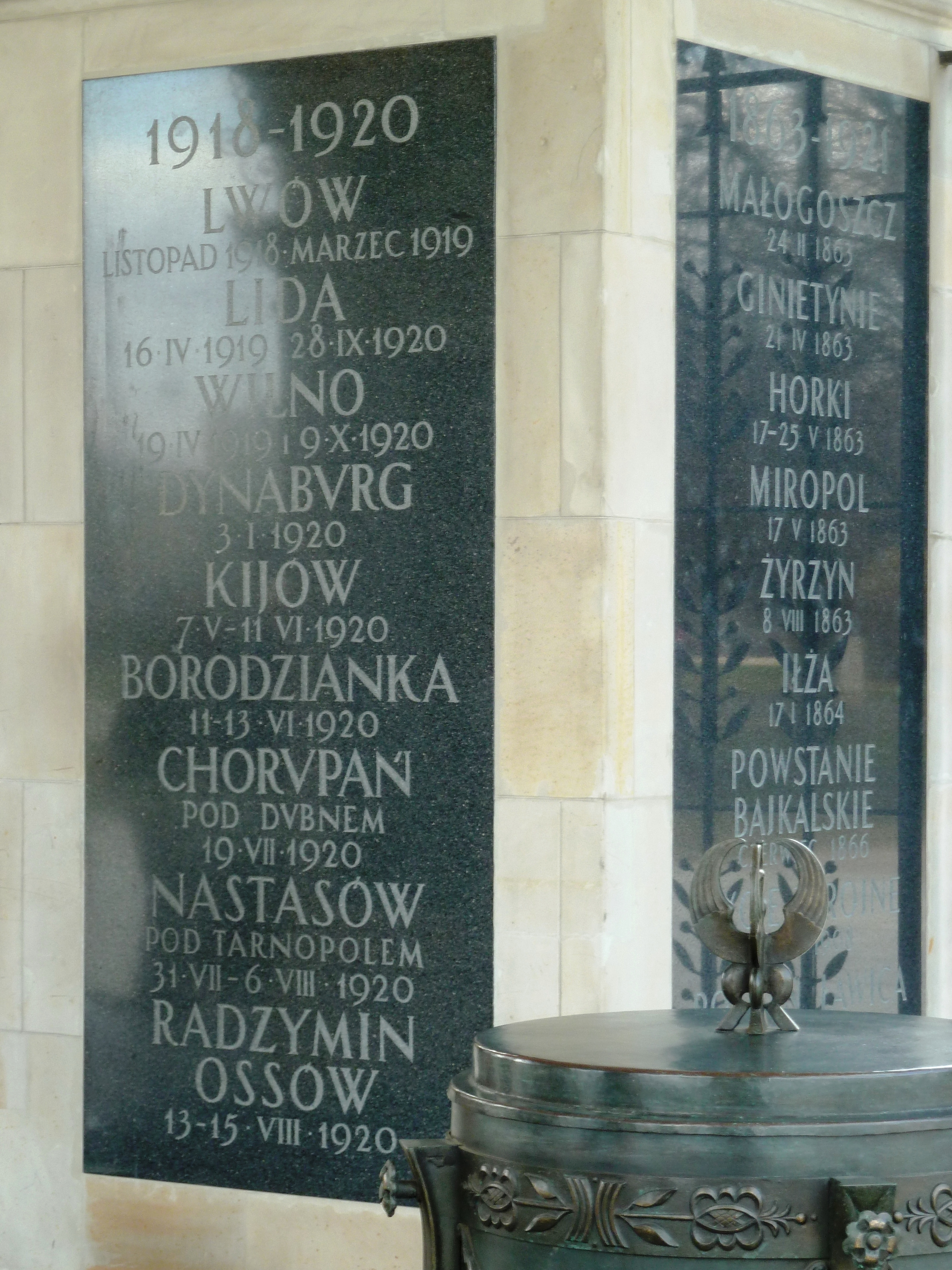
Grób Nieznanego Żołnierza w Warszawie – upamiętnienie „LWÓW listopad 1918 – marzec 1919”

Został ustanowiony Pomnik Obrońców Lwowa na Persenkówce. W 1925 przy Politechnice Lwowskiej odsłonięto pomnik Orląt Lwowskich według projektu Wincentego Rawskiego. W poszczególne rocznice obrony Lwowa w okresie międzywojennym regularnie ukazywały się specjalne wydania gazet, różnego typu broszury oraz albumy. W prasie ukazywały się artykuły okolicznościowe oraz relacje z obchodów święta Obrony Lwowa, organizowano również wiece, msze patriotyczne. Najbardziej spektakularne obchody zorganizowano w 1938 r. w dwudziestą rocznicę. Pochód, który po mszy zmierzał na Cmentarz Obrońców Lwowa, liczył kilka kilometrów. Uchwałą Rady Miasta Lwowa 21 listopada 1938 dokonano zmian nazw szeregu ulic we Lwowie, wprowadzając ich nowe patronaty, upamiętniające obronę Lwowa i jego wybitnych uczestników (ustanowiono m.in. ul. Obrony Lwowa, Wały Prezydenta Ignacego Mościckiego, ul. Peowiaków, ul. Błękitnej Armii, ul. Piątaków, ul. Abrahamczyków, ul. Gen. Michała Tokarzewskiego-Karaszewicza, ul. Gen. Mieczysława Boruty-Spiechowicza, ul. Stanisława Nilskiego-Łapińskiego, ul. Dra Wiktor Ślepowron-Kamieńskiego, ul. Romana Haydera, ul. Aleksandra Zborzyl-Mireckiego, ul. Stanisława Wolaka, ul. Iwo Nałęcz-Skałkowskiego, ul. Andrzeja Battaglii, ul. Stanisława Grabskiego, ul. Jerzego Sieradzkiego, ul. Kazimierza Krzywda-Boguckiego, ul. Wojciecha Kułakowskiego, ul. Aleksandra Głogowskiego, ul. Piotra Miecznika, ul. Władysława Korab-Kolbuszowskiego, ul. Jerzego Grodyńskiego, ul. Bronisława Koszyka, ul. Lecha Gluzińskiego, ul. Józefa Kurdybana, ul. Felicji Sulimirskiej, ul. Zdzisława Sochockiego, ul. Antoniego Prokopa, ul. Konstantego Jakubowskiego, ul. Władysława Żymirskiego, ul. Józefa Kaweckiego, ul. Władysława Torunia, Stanisława Żeburskiego). 13 listopada 1938 na fasadzie kościoła oo. Kapucynów pw. Niepokalanego Poczęcia Najświętszej Marii Panny na Zamarstynowie została odsłonięta tablica pamiątkowa ku czci 20 bohaterskich obrońców.
W 1938, podczas obchodów obrony Lwowa z 1918, na obrazie Matki Boskiej Ostrobramskiej w kościele pod tym wezwaniem we Lwowie umieszczono ryngraf z obrazem Matki Boskiej Ostrobramskiej, złożony przez „Królowej Męczenników w 20-lecie obrony Lwowa rodziny Poległych-Zmarłych Bohaterów z walk w latach 1918–1920” (zaprojektowany przez Rudolfa Mękickiego, a wykonany w srebrze, częściowo złocony przez Kazimierza Wojtycha). Miasto Lwów otrzymało także Krzyż Obrony Lwowa z Mieczami, a w ramach obchodów 20-lecia odsieczy 20 listopada 1938 zostało otwarte Muzeum Historyczne Obrony Lwowa, działające w ramach Muzeum Historycznego Miasta Lwowa i funkcjonujące w Czarnej Kamienicy przy Rynku.

O obronie Lwowa pisali m.in.: Kornel Makuszyński, Adam Grzymała-Siedlecki, Jan Parandowski, Aleksander Baumgarten, Artur Schroeder, Ferdynand Neumauer, Józef Białynia-Chołodecki, Stanisław Obrzud, Jan Gella, Adam Próchnik, Wacław Lipiński, Witold Hupert, Aleksander Kron, Jerzy Dunin-Wąsowicz i Stanisław Łapiński-Nilski. Jeden z najpoczytniejszych ukraińskich pisarzy współczesnych Jurij Andruchowycz napisał na ten temat: 

W ulicznych walkach 1918 r. we Lwowie Polacy wygrali z Ukraińcami przede wszystkim dlatego, że było to ich miasto – i to nie w jakimś abstrakcyjno-historycznym wymiarze, ale właśnie w wymiarze konkretnym, osobistym – to były ich bramy, podwórza, zaułki, to oni znali je na pamięć choćby dlatego, że właśnie tam umawiali się na pierwsze randki ze swoimi pannami. Ukraińcy w znakomitej większości pochodzili ze wsi i słabo orientowali się w obcych sobie warunkach. Wspierała ich jedynie nieco przebrzmiała idea książęcej świetności naszego Lwowa

Ponadto we współczesnej publicystyce można czasem spotkać się z określeniem „powstanie Orląt Lwowskich” na oznaczenie zdarzeń obejmujących obronę Lwowa z lat 1918–1919.
W dniach 2–3 listopada 1968 lwowskie środowisko emigracyjne zorganizowało obchody 50. rocznicy obrony Lwowa. Z tej okazji została wydana „Pamiątkowa odznaka w 50-tą rocznicę Obrony Lwowa”, którą zaprojektował Bogdan Sienicki.
- Walki żołnierzy polskich o Lwów zostały upamiętnione na Grobie Nieznanego Żołnierza w Warszawie, napisem na jednej z tablic w II RP i po 1990 r. – „LWÓW listopad 1918 – marzec 1919”.
- Na górnym ramieniu krzyża kawalerskiego sztandaru 4 pułku artylerii ciężkiej znajduje się wyhaftowana nazwa i data bitwy „Lwów 29.XII.1918”[39].